# Злыдоровка
Злыдоровка или Злыдаревка — упразднённая в 1977 году деревня в Купинском районе Новосибирской области России. Входила в состав Копкульского сельсовета.

## География
Располагалась у озера Сачково, в 12 км (по прямой) к северо-востоку от центра сельского поселения села Копкуль.

## История
В 1928 году деревня Злыдарка состояла из 111 хозяйства, в ней располагались школа 1-й ступени и маслозавод. В административном отношении являлась центром Злыдарского сельсовета Купинского района Барабинского округа Сибирского края.
В годы коллективизации в деревне был образован колхоз «Свободный труд». В 1950 году колхоз был присоединен к укрупненному колхозу имени Маленкова. С 1957 г. являлась отделением совхоза Чаинский. Решением Облисполкома № 509 от 28 июля 1977 года, в связи с выездом населения, деревня Злыдоровка исключена из учётных данных.

## Население
В 1926 году в деревне проживало 605 человек (298 мужчин и 307 женщин), основное население — русские.